# Dušan Galis
Dušan Galis (ur. 24 listopada 1949 w Rużomberku) – słowacki piłkarz, trener piłkarski i polityk, reprezentant Czechosłowacji w piłce nożnej, w latach 2004–2006 selekcjoner reprezentacji Słowacji.

## Życiorys
Zaczynał karierę w klubach piłkarskich w MFK Dolný Kubín i Strojárne Martin. Później był zawodnikiem m.in. takich drużyn jak VSS Koszyce, Slovan Bratysława, MŠK Žilina oraz Cádiz CF. W lidze czechosłowackiej rozegrał 226 meczów i strzelił 89 goli, w 1976 z dorobkiem 21 bramek został królem strzelców ligi.
W reprezentacji Czechosłowacji rozegrał 8 meczów i strzelił 1 bramkę. Był w składzie na mistrzostwach Europy w 1976, na których drużyna Czechosłowacji wywalczyła tytuł mistrzowski. Na turnieju tym wystąpił w jednym spotkaniu.
Ukończył studia na wydziale kultury fizycznej i sportu Uniwersytetu Komeńskiego w Bratysławie. Jako trener szkolił drużyny Slovan Bratysława (1990–1997, 2013–2014), Spartak Trnawa (1997–1999), Omonia Nikozja (1999) i Artmedia Petržalka Bratysława (2000–2002). Wywalczył mistrzostwo Czechosłowacji (1992), trzy mistrzostwa Słowacji (1994, 1995, 1996) i dwa krajowe puchary (1994, 1998). Od stycznia 2004 do października 2006 był selekcjonerem reprezentacji Słowacji, awansował z nią baraży przed mistrzostwami świata w 2006.
W 2005 został radnym kraju bratysławskiego. W 2006 z listy partii Kierunek – Socjalna Demokracja uzyskał mandat posła do Rady Narodowej. Ponownie wybierany w 2010, 2012, 2016, 2020 i 2023.